# Portada/efemèride setembre 7
« 6 de setembre · 7 de setembre · 8 de setembre »